# Brassia chlorops
Brassia chlorops är en orkidéart som beskrevs av Endres och Heinrich Gustav Reichenbach. Brassia chlorops ingår i släktet Brassia och familjen orkidéer. Inga underarter finns listade i Catalogue of Life.